# NetXMS
NetXMS это программное обеспечение с открытым кодом для мониторинга компьютерных систем и сетей. Может быть использована для мониторинга всей IT инфраструктуры, начиная с SNMP-совместимых устройств (таких как коммутаторы и маршрутизаторы) и заканчивая программным обеспечением на серверах.
Создатели программы Victor Kirhenshtein и Alex Kirhenshtein. NetXMS работает в Native режиме на Windows, Linux, и других Unix подобных системах. Выпускается под лицензией GNU General Public License v2.

## Обзор
NetXMS может быть использована для мониторинга всей IT инфраструктуры, начиная с SNMP-совместимых устройств (таких как коммутаторы и маршрутизаторы) и заканчивая программным обеспечением на серверах.
Предоставляет следующие возможности:
– Единая унифицированная платформа для управления и мониторинга всей ИТ-инфраструктуры — от сетевых коммутаторов и маршрутизаторов до приложений – Автоматическое обнаружение сети для уровня 2 и 3 модели OSI – Сбор данных либо через SNMP, либо через собственного агента NetXMS – Гибкая система пороговых значений для собранных данных – Настраиваемые действия для событий, в том числе: один или несколько аварийных сигналов для администратора, выполнение команды на сервере управления или на удаленном хосте через агента NetXMS, SMS и оповещения по электронной почте, перенаправление событий (на другой сервер NetXMS или внешнюю систему) – Корреляции событий для уменьшения количества предупреждений и увеличения скорости разрешения проблем – Конфигурация сбора данных на основе шаблонов для упрощенного управления большими сетями – Шаблонные наборы действий (например, завершение или перезапуск конкретного процесса для любого ПК на базе Windows или Linux, перезагрузка для любого типа устройства и т. д.) – Дерево зависимостей службы для сопоставления элементов инфраструктуры со службами – Поддержка SNMP версий 1, 2c, 3 – Встроенный скриптовый движок для расширенной автоматизации и управления – Собственные C и Java API для быстрой разработки пользовательских клиентских приложений – Модульная структура сервера и агента (сервер или агент могут быть расширены дополнительными модулями — сторонними или собственными)
После включения и настройки SNMP на маршрутизаторах и добавления их в список отслеживаемого оборудования, система сама с ними свяжется, опросит, определит, что это за девайсы, применит шаблоны, начнет сбор данных и покажет front pannel для каждого маршрутизатора. Сама. Из коробки.
Встроенный браузер. Можно просто ПКМ на нужном маршрутизаторе и открыть web-интерфейс девайса.
Построение карты сети
Также есть возможность построить существующую логическую и физическую топологию. Имеется несколько режимов расположения элементов: пружинная, круговая, горизонтальное и вертикальное дерево, пользовательское расположение.
Прежде всего нужно создать карту сети как объект. Как обычно — в ветке Networks Map ПКМ, создать, выбрать тип карты, задать параметры, и система дальше все сделает сама.
Типы карт следующие:
Custom. Это карта, предназначенная для формирования вручную, по желанию пользователя.
Layer 2 topology. Это карта, позволяющая автоматически сделать все за пользователя, опираясь на 2 уровень модели OSI (по-сути, строит карту основываясь на mac-адресах устройств).
Layer 3 topology.Карта строится на основе 3 уровня модели OSI (IP-адреса).
При выборе ручного составления карты нужно перетаскивать ноды из дерева на слой карты, соединять их и т.д. Обычное рисование.
В двух других случаях нужно выбрать точку отсчета, с которой система начнет строить карту. Например, ноду какого-нибудь маршрутизатора. Система считывает с него данные о подключенных устройствах и портах, к которым они подключены, после чего считывает данные со следующего маршрутизатора, сопоставляет, и так далее. После анализа всех устройств NetXMS сама нарисует связи между устройствами сети с указанием портов, куда что подключено. Так же можно указать, чтобы система поместила на карту в том числе и конечные устройства (принтеры, ПК, серверы), просто ткнув в соответствующий пункт в свойствах карты (ПКМ — свойства — свойства карты). Так же в этом пункте можно задать «радиус обнаружения» при желании или необходимости.
Маленькая рекомендация. Включите свойство Always fit layuot to screen, чтобы каждый раз обновляя карту сети не приходилось прокручивать рабочее пространство и работать зумом.
При распределенной топологии сети, можно наложить объекты на карту местности. Так же можно в качестве фоновой подложки использовать, например, фотку стойки с оборудованием в серверной, наложив на неё нужные объекты. Таким образом можно быстро определить статус любого девайса в стойке.
Главным плюсом NetXMS против Zabbix  оказалась возможность запустить скрипт на проблемной ноде в ответ на срабатывание триггера. Поднялась температура ЦП выше порога — она сама погасит хост. А потом уже будем разбираться — в чём проблема

## Версии
2.2.16
2.2.17
3.0
3.1
3.6